# تثقيف صحي

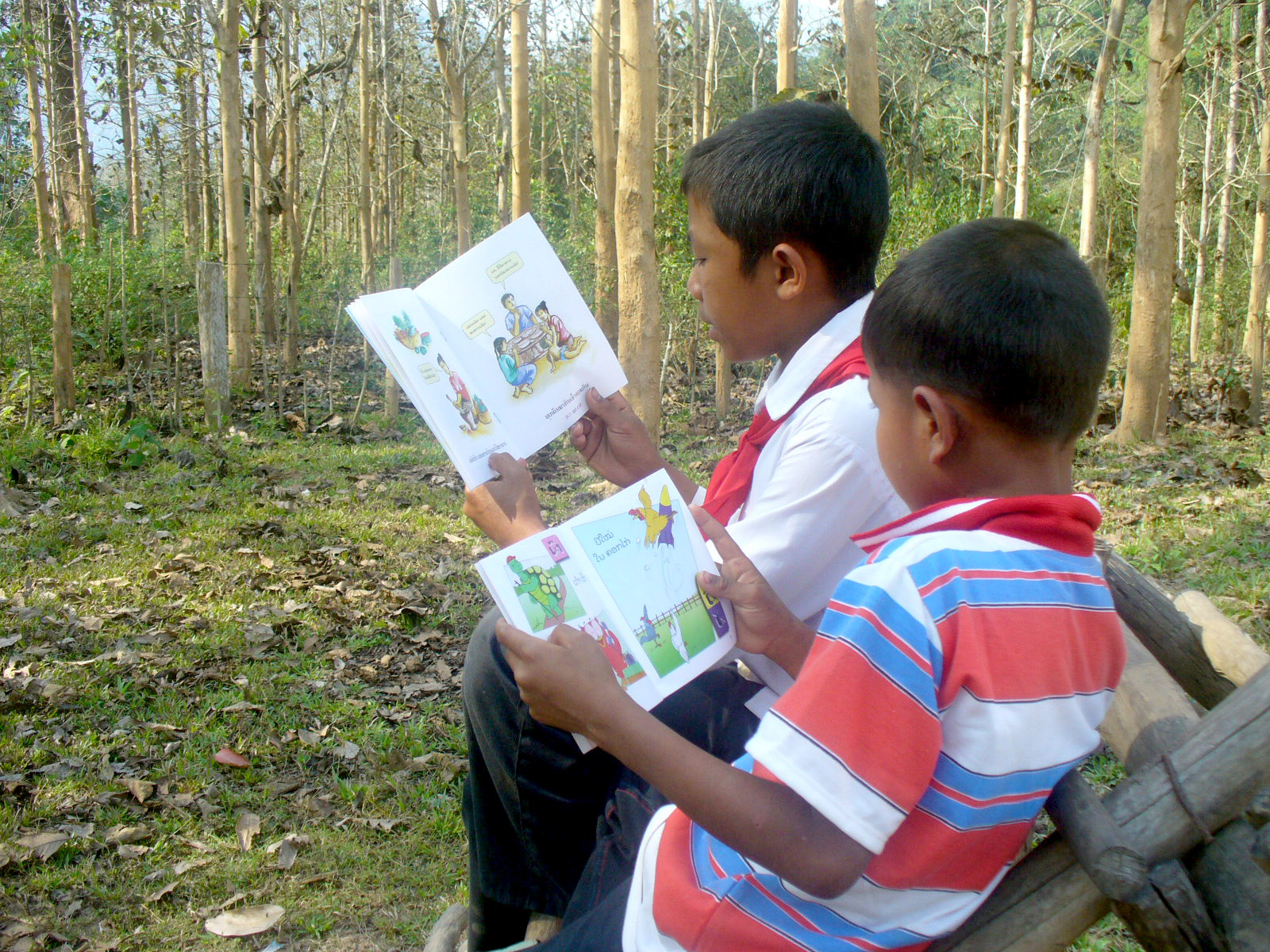
اثنين من الصبية في المناطق الريفية في لاوس وهم يبدون اهتماما في بعض المنشورات الصحية عن ديدان الأمعاء

التثقيف الصحي هو مهنة تثقيف الناس عن الصحة. اهتمامات هذه المهنة تشمل الصحة البيئية, الصحة البدنية والصحة الاجتماعية والعاطفية والفكرية الصحة والصحة الروحية.
 يمكن تعريف التثقيف الصحي بصورة اساسية على انه الوسيلة التي يتمكن من خلالها الأفراد والجماعات من تعلم كيفية التصرف بطريقة صحية تضمن تعزيز أو صيانة أو العلاج. كما ان هناك تعريفات متعددة من الصحة ، يوجد أيضا تعريفات متعددة للتثقيف الصحي. فقد قامت اللجنة المشتركة لوضع المصطلحات في مجال التثقيف الصحي وتعزيز الصحة عام2001 بوضع تعريف للتثقيف الصحي  وهو «أي منظومة توفر تعليم الخبرات وفق خطط محددة بالاعتماد على نظريات دقيقة بحيث تعطي الافراد والمجاميع والمجتمعات الفرصة للحصول على المعلومات والمهارات اللازمة لاتخاذ قرارات صحية نوعية»  
قامت منظمة الصحة العالمية بتعريف التثقيف الصحي على انه بناء منظم لايجاد فرص للتعلم من خلال مختلف أنواع التواصل للقضاء على الجهل في القضايا الصحية ويشمل اعطاء المعلومة و تشجيع المهارات الحياتية التي ترفع من صحة الفرد والمجتمع.

## دور اختصاصي التثقيف الصحي
من أواخر القرن التاسع عشر إلى منتصف القرن العشرين، والهدف من الصحة العامة هو السيطرة على الضرر من الأمراض المعدية، والتي صارت إلى حد كبير تحت السيطرة في الخمسينات. بحلول منتصف 1970s كان من الواضح أن الحد من المرض و الموت وارتفاع تكاليف الرعاية الصحية لا يمكن ان يحصل الا خلال التركيز على تعزيز الصحة والوقاية من المرض. في قلب النهج الجديد كان دور المثقف الصحي  فهو «شخص مدرب تدريب مهني على القيام بالعديد من الواجبات وحاصل على تدريب خاص في مجال التثقيف الصحي وستراتيجياته والطرق التي تساعد في ايجاد سياسات و تداخلات و انظمة صحية تدعم صحة الاشخاص و المحاميع والمجتمعات» (اللجنة المشتركة بشأن المصطلحات، 2001 ، ص. 100).